# Mer de Noms
Mer de Noms (francuski: "More imena") debitantski je studijski album američkog rock sastava A Perfect Circle. Diskografska kuća Virgin Records objavila ga je 23. svibnja 2000. godine. Pojavio se na četvrtom mjestu ljestvice Billboard 200 – i tako postavio rekord za najviše mjesto koje je prvi album rock grupe zauzeo na toj ljestvici. U prvom je tjednu objave prodan u 188.000 primjeraka, a kasnije te godine postigao je platinastu nakladu. Radi promidžbe albuma objavljena su tri singla, "Judith", "3 Libras" i "The Hollow", a svaki je od njih ušao u prvih 20 mjesta Billboardovih ljestvica modernih rock pjesama i rock pjesama u glavnoj struji.

## Pozadina
Idejni začetnik sastava je Billy Howerdel, bivši tehničar gitare za Nine Inch Nails, The Smashing Pumpkins, Fishbone i Tool. Howerdel je upoznao Maynarda Jamesa Keenana 1992. godine, kad je Tool bio predgrupa Fishboneu, i postali su prijatelji. Tri godine kasnije Keenan je Howerdelu, koji je tražio smještaj, ponudio sobu u svojoj kući u Sjevernom Hollywoodu. To je Howerdelu omogućilo da Keenanu odsvira demouratke svoje glazbe. Budući da mu se svidjelo ono što je čuo, Keenan je izjavio: "Mogu se čuti kako pjevam [na tim pjesmama]." Iako je izvorno želio da na pjesmama pjeva žena, Howerdel se složio da bi Keenan bio dobar izbor; A Perfect Circle nastao je ubrzo nakon toga. Toj dvojici pridružili su se basistica i violinistica Paz Lenchantin, bivši Failureov gitarist Troy Van Leeuwen i Primusov bubnjar Tim Alexander. Prvi koncert skupina je održala u Viper Club Receptionu u Los Angelesu u kolovozu 1999., nakon čega je održala veći i medijski popraćeniji nastup na festivalu Coachella u listopadu te godine. Iako je u početku skupina bila u pregovorima s Volcano Recordsom, Toolovom diskografskom kućom, Keenan je izjavio da su ipak odlučili potpisati ugovor s Virgin Recordsom jer je smatrao da taj izdavač bolje razumije činjenicu da mu je to jednako važan sastav kao i Tool i da ga ne smatra manjim sporednim projektom. Nakon što je održao nekoliko koncerata i osigurao si ugovor s diskografskom kućom, sastav je ušao u studio kako bi počeo raditi na prvome albumu. Alexandera je ubrzo zamijenio Josh Freese, koji je prethodno radio s Howerdelom na albumu Chinese Democracy Guns N' Rosesa; Alexanderov je jedini doprinos albumu sviranje bubnjeva na pjesmi "The Hollow".

## Pjesme i tematika
U glazbenom smislu na albumu pjesme "vraćaju slušatelje omamljujućemu progresivnome rocku" i "zamućuju granice između alternativnog rocka i hard rocka; mnoge sporije pjesme više intenzivno tinjaju nego što zasljepljujuće gore." Časopis The New Yorker primijetio je da skupina na uratku eksperimentira tako što "spaja heavy metal s alternativnim rockom". Na uratku se pojavljuju različita glazbala, među kojima su akustična gitara, violina i ksilofon.
Većina pjesama posvećena je različitim ljudima koje je pjevač Maynard James Keenan poznavao. Popis pjesama sastoji se od različitih imena među kojima su "Judith", "Breña", "Rose", "Thomas", "Magdalena", "Orestes" i "Renholdër" (za glazbenika Dannyja Lohnera).
Simboli na naslovnici mogu se prevesti kao "La Cascade des Prénoms", što u prijevodu na hrvatski znači "vodopad imena".
Howerdel je na glazbi određenih pjesama, kao što su "The Hollow" i "Breña", radio već 1988. godine. Skladba "Renholdër" aludira na gitarista i tonskog majstora Dannyja Lohnera, a naopačke glasi "Re:D.Lohner". Lohner nije znao da je pjesma o njemu iako se u pjesmi spominje njegovo ime, premda na nejasan način.

## Objava i promidžba
Mjesec dana prije objave albuma skupina je otišla na turneju s Nine Inch Nailsom, koja je trajala od travnja do lipnja. Album je objavljen 23. svibnja 2000. godine. Pojavio se na četvrtom mjestu ljestvice Billboard 200, čime je postavio rekord za najviše mjesto koje je na toj ljestvici zauzeo prvi album kakvog rock sastava. U prvom je tjednu objave prodan u 188.000 primjeraka, a na ljestvicama je ostao 51 tjedan. Dana 31. listopada 2000. postigao je platinastu nakladu. Dana 4. listopada 2003. uradak se našao na 27. mjestu Billboardove ljestvice Top Pop Catalog Albums, tri godine nakon njegove objave.
Nakon objave albuma i turneje s Nine Inch Nailsom skupina je početkom kolovoza otišla na kanadsku turneju Summersault Tour s Foo Fightersom, Smashing Pumpkinsom i Our Lady Peaceom, nakon čega je uslijedila sjevernoamerička turneja koja se održavala do kraja mjeseca i tijekom rujna.

## Recenzije
AllMusicov recenzent Ned Raggett pohvalio je instrumentaciju i glazbu na albumu te je dodao: "Neodoljivi spoj Keenanova bolna glasa s Howerdelovim dotjeranim pjesama i produkcijskim vještinama stvorio je jedan od najboljih uradaka 'modernog rocka' 2000. godine, što god da je ostalo od tog žanra." Recenzent Entertainment Weeklyja, Marc Weingarten, pohvalio je uradak zbog toga što zadržava umjetnički utjecaj Maynardova rada s Toolom tako da ne zvuči toliko zlokobno te je komentirao da se dobro spojio s Howerdelovim "probijajućim gitarskim granatama koje se odlikuju zbilja lijepim melodijama i ukrašenom produkcijom". Melody Maker komentirao je: "Ovo su Killing Joke i Jane's Addiction; ovo su Soundgarden i Alice in Chains; Keenanov prekrasno intiman glas cijelo je vrijeme na čelu – i upravo vas njegove glasnice uvlače sve dublje." NME je napisao: "Tako što istražuje vlastite pokvarene vizije, A Perfect Circle stvorio je rad morbidne ljepote. Tama na albumu zasjenjuje gotovo sve ostalo." Pat Blashill iz Rolling Stonea komentirao je: "A Perfect Circle zvuči kao očajnički san o onome što je rock nekoć bio." Tyler Fisher iz Sputnikmusica pozitivno je ocijenio album i izjavio je: "Album nudi mnogo više od tih odličnih pjesama; većina je pjesama izrazito melodična i prelijepa – u pitanju je glazbeni stil kojeg će se A Perfect Circle posve držati na Thirteenth Stepu i odvesti ga na novu razinu." Stuart Green iz glazbenog časopisa Exclaim! album je opisao kao "uglavnom izravnim rock uratkom, barem prema standardima Toola" te je dodao: "Uz violinu, koju svira basistica Paz Lenchantin, flautu i ostalu raskoš progresivnog rocka album postaje prilično dinamičniji, ali istovremeno zadržava opaku žestinu."

## Popis pjesama
Tekstovi i glazba: Billy Howerdel i Maynard James Keenan. 
| 1.    | »The Hollow«      | 2:58 |
| 2.    | »Magdalena«       | 4:06 |
| 3.    | »Rose«            | 3:26 |
| 4.    | »Judith«          | 4:07 |
| 5.    | »Orestes«         | 4:48 |
| 6.    | »3 Libras«        | 3:39 |
| 7.    | »Sleeping Beauty« | 4:10 |
| 8.    | »Thomas«          | 3:29 |
| 9.    | »Renholdër«       | 2:24 |
| 10.   | »Thinking of You« | 4:34 |
| 11.   | »Breña«           | 4:24 |
| 12.   | »Over«            | 2:21 |
| 44:25 |                   |      |

| Bonus pjesma na japanskoj inačici albuma | Bonus pjesma na japanskoj inačici albuma | Bonus pjesma na japanskoj inačici albuma | Bonus pjesma na japanskoj inačici albuma | Bonus pjesma na japanskoj inačici albuma | Bonus pjesma na japanskoj inačici albuma | Bonus pjesma na japanskoj inačici albuma | Bonus pjesma na japanskoj inačici albuma | Bonus pjesma na japanskoj inačici albuma | Bonus pjesma na japanskoj inačici albuma |
| Br.                                      | Skladba                                  | Trajanje                                 |                                          |                                          |                                          |                                          |                                          |                                          |                                          |
| ---------------------------------------- | ---------------------------------------- | ---------------------------------------- | ---------------------------------------- | ---------------------------------------- | ---------------------------------------- | ---------------------------------------- | ---------------------------------------- | ---------------------------------------- | ---------------------------------------- |
| 13.                                      | »Orestes« (demosnimka)                   | 3:24                                     |                                          |                                          |                                          |                                          |                                          |                                          |                                          |
| 47:49                                    |                                          |                                          |                                          |                                          |                                          |                                          |                                          |                                          |                                          |

## Zasluge
| A Perfect Circle - Maynard James Keenan – vokali; kalimba (na pjesmi "Over") - Billy Howerdel – gitara (osim na pjesmi "Over"), bas-gitara (na pjesmama 1-6, 8, 10 i 11), prateći vokali (na pjesmama 1, 4, 5 i 9-11), klavijature (na pjesmi "Orestes"), klavir (na pjesmama 9 i 12); produkcija, miksanje, tonska obrada - Josh Freese – bubnjevi (osim na pjesmi "The Hollow") udaraljke (na pjesmi "Renholdër") - Paz Lenchantin – violina (na pjesmama 3, 6 i 9), bas-gitara (na pjesmi "Sleeping Beauty"), prateći vokali (na pjesmama 4, 5 i 9) - Troy Van Leeuwen – gitara (na pjesmama 7 i 10) | Dodatni glazbenici - Tim Alexander – bubnjevi (na pjesmi "The Hollow") - Luciano Lenchantin – viola (na pjesmi "3 Libras") - Draven Godwin – udaraljke (na pjesmi "Thomas") - Kelli Shafer – prateći vokali (na pjesmi "Renholdër") Ostalo osoblje - Alan Moulder – miksanje - Frank Gryner – tonska obrada bubnjeva - Eddy Schreyer – masteriranje |